# 李昶
李 昶（り ちょう、516年頃 - 565年頃）は、中国の西魏から北周にかけての政治家。小名は那。本貫は頓丘郡臨黄県。

## 経歴
李遊の子として生まれた。洛陽に明堂が置かれると、李昶は十数歳で、明堂賦となった。宇文泰に見出されて資金の援助を受け、太学に入った。綏徳公陸通の下で司馬をつとめた。二千石郎中を兼ね、儀注をつかさどった。都官郎中・相州大中正・丞相府東閤祭酒・中軍将軍・銀青光禄大夫に累進した。宇文泰の下で丞相府記室参軍・著作郎となり、修国史をつとめた。大行台郎中・中書侍郎に転じた。しばらくして黄門侍郎に転じ、臨黄県伯に封ぜられた。
御史中尉に任ぜられた。1年あまりして、使持節・車騎大将軍・儀同三司の位を加えられ、宇文氏の姓を賜った。556年、六官が建てられると、内史下大夫に任ぜられた。爵位は侯に進み、内史中大夫に転じた。557年、北周の明帝が即位すると、御伯中大夫を代行した。559年、中外府司録に任ぜられた。561年、驃騎大将軍・開府儀同三司に進んだ。562年、御正中大夫に転じた。安昌公元則・中都公陸逞・臨淄公唐瑾らとともに納言となった。まもなく爵位は公に進んだ。565年、昌州刺史として出向した。赴任先で病にかかり、長安への帰還を求めて、許可された。しかし長安に帰りつくことはなく、道中で死去した。享年は50。相瀛二州刺史の位を追贈された。「奉和重適陽関」（和を奉じて重ねて陽関に適く）の詩1編が後世に伝えられた。
子の李丹が後を嗣いだ。

## 伝記資料
- 『周書』巻三十八 列伝第三十
- 『北史』巻四十 列伝第二十八